# Clemens von Goetze

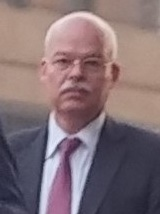
Clemens von Goetze (2016)

Clemens Robert Alexander von Goetze (* 29. März 1962 in West-Berlin) ist ein deutscher Diplomat. Er war von 2021 bis August 2024 Botschafter in Japan und ist seit September 2024 Botschafter in Mexiko.

## Leben
Clemens von Goetze wurde als Sohn des Kaufmanns Horst von Goetze und dessen Frau Christa, geb. Stendell, in Berlin-Wilmersdorf geboren und wuchs in Gaustadt bei Bamberg und Hofgeismar auf. Nach dem Abitur an der Albert-Schweitzer-Schule in Hofgeismar 1981 studierte er Rechtswissenschaft und Geschichte an der Friedrich-Alexander-Universität Erlangen-Nürnberg und schloss im Januar 1987 mit dem Ersten Juristischen Staatsexamen und im Februar 1988 mit der Magisterprüfung in Geschichte ab. Nach dem anschließenden Rechtsreferendariat und dem Zweiten Juristischen Staatsexamen wurde er im Juli 1990 in Nürnberg bei Christoph Link mit der Arbeit Die Außenvertretung Berlins (West). Zugleich ein Beitrag zu den Rechten der Alliierten bei der deutschen Einigung zum Dr. jur. promoviert.

### Einsatz im Auswärtigen Dienst
1990 begann von Goetze den Vorbereitungsdienst für den höheren Auswärtigen Dienst an der Akademie Auswärtiger Dienst und war nach dessen Abschluss zwischen 1991 und 1992 zunächst Referent im Büro der Staatssekretäre des Auswärtigen Amtes sowie von 1992 bis 1994 Referent für Politik, Rechts- und Konsularwesen an der Botschaft auf den Philippinen. Nach seiner Rückkehr nach Deutschland war er zwischen 1994 und 1997 Referent im Referat Personal des höheren Dienstes sowie daraufhin von 1997 bis 2002 Persönlicher Referent von Bundesaußenminister Klaus Kinkel beziehungsweise dessen Nachfolger Joschka Fischer.
Danach fungierte von Goetze von 2002 bis 2003 als Gesandter und Ständiger Vertreter des Botschafters in der Türkei und war dort zugleich auch Leiter der Politischen Abteilung. Im Anschluss war er zwischen 2003 und 2005 wieder in der Zentrale des Auswärtigen Amtes tätig und war als Stellvertretender Leiter des Leitungsstabes für die Bereiche Ministerbüro, Parlament, Bundeskabinett und Presse zuständig. Daraufhin war er zwischen 2006 und 2009 Ständiger Vertreter im Rang eines Botschafters bei der Europäischen Union in Brüssel sowie zugleich Ständiger Vertreter im Politischen und Sicherheitspolitischen Komitee der EU.
Nach seiner Rückkehr nach Deutschland wurde von Goetze 2009 Leiter der für Außen-, Sicherheits-, Europa- und Entwicklungspolitik Abteilung 2 – Ausland – des Bundespräsidialamtes und verblieb auf diesem Posten bis 2012. Anschließend kehrte er als Leiter der Politischen Abteilung 3 im Rang eines Ministerialdirektors an das Auswärtige Amt zurück. Bis 2015 oblag ihm somit die Zuständigkeit für Afrika, Asien, Lateinamerika, Nah- und Mittelost.
Im Juli 2015 wurde von Goetze als Nachfolger von Andreas Michaelis Botschafter der Bundesrepublik Deutschland in Israel. Der Präsident des Staates Israel, Reuven Rivlin, empfing von Goetze am 6. August 2015 zur Überreichung seines Beglaubigungsschreibens. Am 6. September 2018 wurde von Goetze Botschafter in China. Die Akkreditierung erfolgte am 10. September 2018. Im September 2021 wurde er als Botschafter nach Japan entsendet und am 21. Oktober im Kaiserpalast akkreditiert.
Am 9. August 2024 nahm von Goetze aus politischen Gründen nicht an der Gedenkveranstaltung in Nagasaki für die Opfer des Atombombenabrufs am 9. August 1945 teil. Die deutsche Bundesregierung protestierte mit der Nichtteilnahme des Botschafters gegen die Nichteinladung von Diplomaten der Regierung Israels. Die Botschafter Frankreichs, des Vereinigten Königreichs, Italiens, der Europäischen Union, Kanadas und der Vereinigten Staaten nahmen ebenfalls nicht teil und die deutsche Botschaft erklärte am 8. August 2024 gegenüber CNN, dass der Botschafter sich vertreten lasse. Im August 2024 wurde er im Botschafterposten von Petra Sigmund abgelöst.
Im September 2024 wurde von Goetze als Nachfolger von Wolfgang Dold zum Botschafter in Mexiko ernannt.

## Schriften
- Die Außenvertretung Berlins (West). Zugleich ein Beitrag zu den Rechten der Alliierten bei der deutschen Einigung. Dissertation, Universität Erlangen-Nürnberg, 1990.
- Die Rechte der Alliierten auf Mitwirkung bei der deutschen Einigung. In: NJW 1990, Heft 35, S. 2161 ff.